# Kuřimany
Kuřimany (německy Kurschiman) jsou obec v okrese Strakonice v Jihočeském kraji. Leží zhruba osm kilometrů jihovýchodně od Strakonic. Žije zde 47 obyvatel.

## Název
Název Kuřimany tedy znamená "lidé, kdo bydlí v Kouřimi / kdo přišel z Kouřimě".

## Historie
První písemná zmínka o obci pochází z roku 1327.

## Obyvatelstvo
| Rok            | 1869 | 1880 | 1890 | 1900 | 1910 | 1921 | 1930 | 1950 | 1961 | 1970 | 1980 | 1991 | 2001 | 2011 | 2021 |
| -------------- | ---- | ---- | ---- | ---- | ---- | ---- | ---- | ---- | ---- | ---- | ---- | ---- | ---- | ---- | ---- |
| Počet obyvatel | 133  | 135  | 124  | 116  | 118  | 115  | 119  | 75   | 83   | 58   | 51   | 42   | 28   | 26   | 44   |
| Počet domů     | 20   | 20   | 19   | 19   | 18   | 18   | 18   | 20   | 19   | 19   | 19   | 20   | 17   | 17   | 18   |

## Obecní správa
Mezi lety 1850–1928 patřily Kuřimany jako osada obce k Miloňovicím v okrese Strakonice. V letech 1928–1971 byly obcí. Od 26. listopadu 1971 do 31. března 1980 patřily jako část obce k Jinínu, kdy se konaly obecní volby. Od 1. dubna 1980 do 23. listopadu 1990 patřily znovu jako část obce k Miloňovicím. Od 24. listopadu 1990 do 31. prosince 1991 patřily jako část obce k Třešovicím a od 1. ledna 1992 jsou opět samostatnou obcí.

### Obecní symboly
Znak a vlajka byly obci uděleny rozhodnutím předsedy Poslanecké sněmovny Parlamentu České republiky dne 23. března 2021.

## Pamětihodnosti
- Kaple svatého Jana Nepomuckého
- Výklenková kaplička mezi obcemi Kuřimany a Milejovice

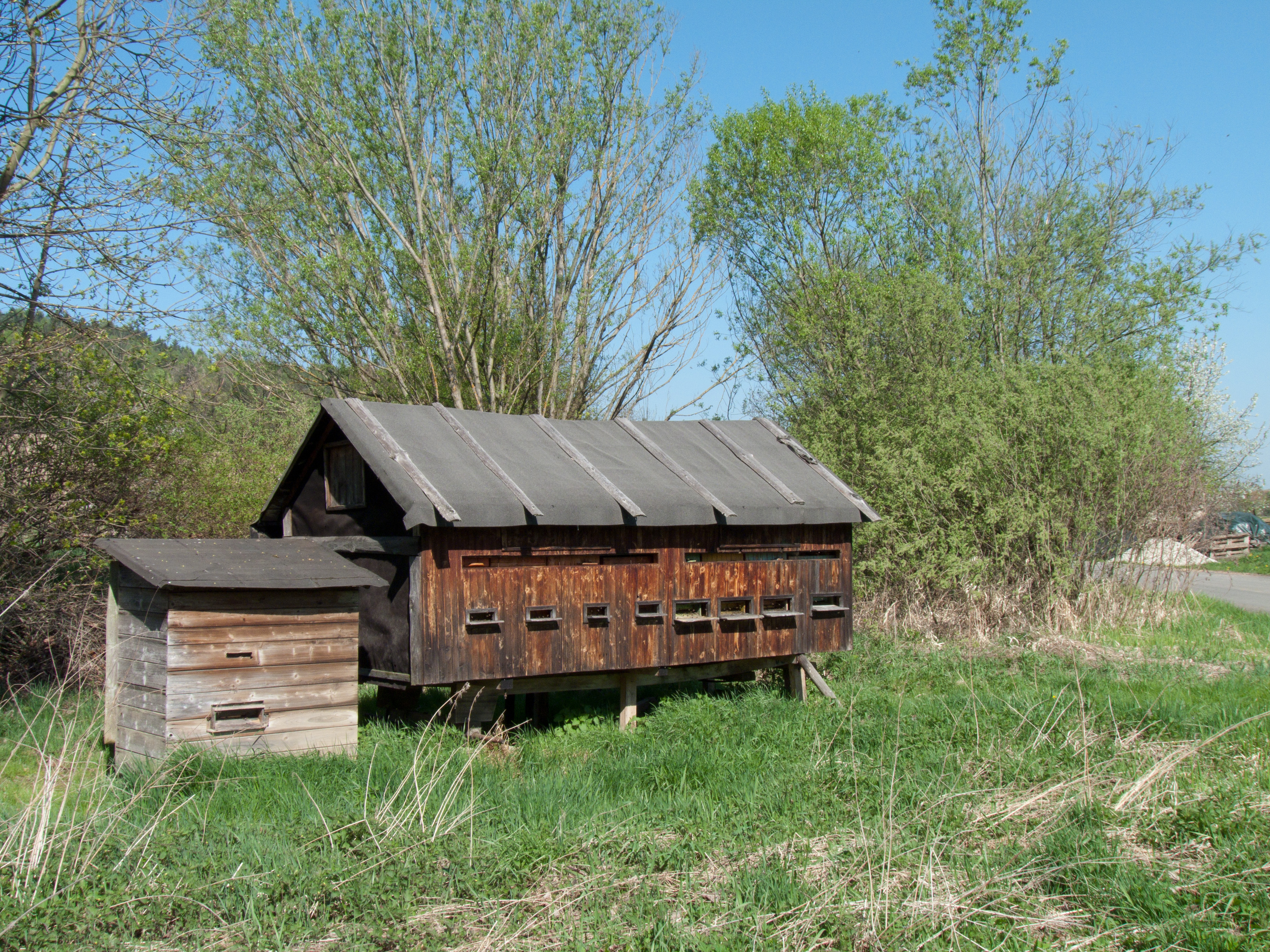
Včelín v jižní části obce